# JADE (мова програмування)
JADE — це об'єктно-орієнтоване середовище розробки програмного забезпечення, розроблене компанією із Нової Зеландії — Jade Software Corporation, перший реліз з'явився 1996 року.

## Про Jade
JADE складається з мови програмування JADE, IDE та дебагера, інтегрованого серверу додатків та керівної системи.
Розроблений як середовище розробки, щоб писати одночасно однією мовою серверну та клієнтську частини, він забезпечує підключення через API з інших мов, включаючи .NET Framework, Java, C/C++ та вебсервіси.
Як мова програмування, JADE конкурує з Java та C#, в той час як бази даних конкурують з іншими об'єктно-орієнтованими та пост-реляційними базами, такими як Versant, Caché та Matisse, а також з традиційними реляційними пакетами баз, на кшталт Oracle та Microsoft SQL Server.

## Мова
Синтаксично мова схожа на Pascal, вона синтаксично базується на мові Modula-2. JADE включає іновації, відсутні в Pascal або Modula-2, але йому не бракує деяких функцій інших сучасних об'єктно-орієнтованих мов програмування, таких як C # і Java.
JADE здатна імпортувати і запускати програми LINC 4GL, що з самого початку і було основною метою.

## Модель програмування
Як і всі інші популярні мови програмування, що працюють з базами даних, JADE є повністю об'єктно-орієнтованим. Мову було розроблено, щоб мати всі найважливіші особливості об'єктно-орієнтованого програмування, але не перевантажувати мову методами та операторами.